# Gyöngyi
Gyöngyi  è un nome proprio di persona ungherese femminile.

## Varianti
- Femminili: Gyöngy (arcaica)
  - Alterati: Gyöngyike (vezzeggiativo)

## Origine e diffusione
Riprende il sostantivo femminile ungherese Gyöngy, che indica la perla (da cui anche Gyöngyvér e Gyöngyvirág). Ha quindi lo stesso significato dei nomi Perla e Margherita.

## Onomastico
L'onomastico è festeggiato il 12 maggio, il 14 maggio e il 23 ottobre. Per la forma arcaica Gyöngy si può festeggiare i giorni 12 e 14 maggio ed il 18 gennaio.

## Persone
- Gyöngyi Szalay-Horváth, schermitrice ungherese